# Spårvägen i Kiruna

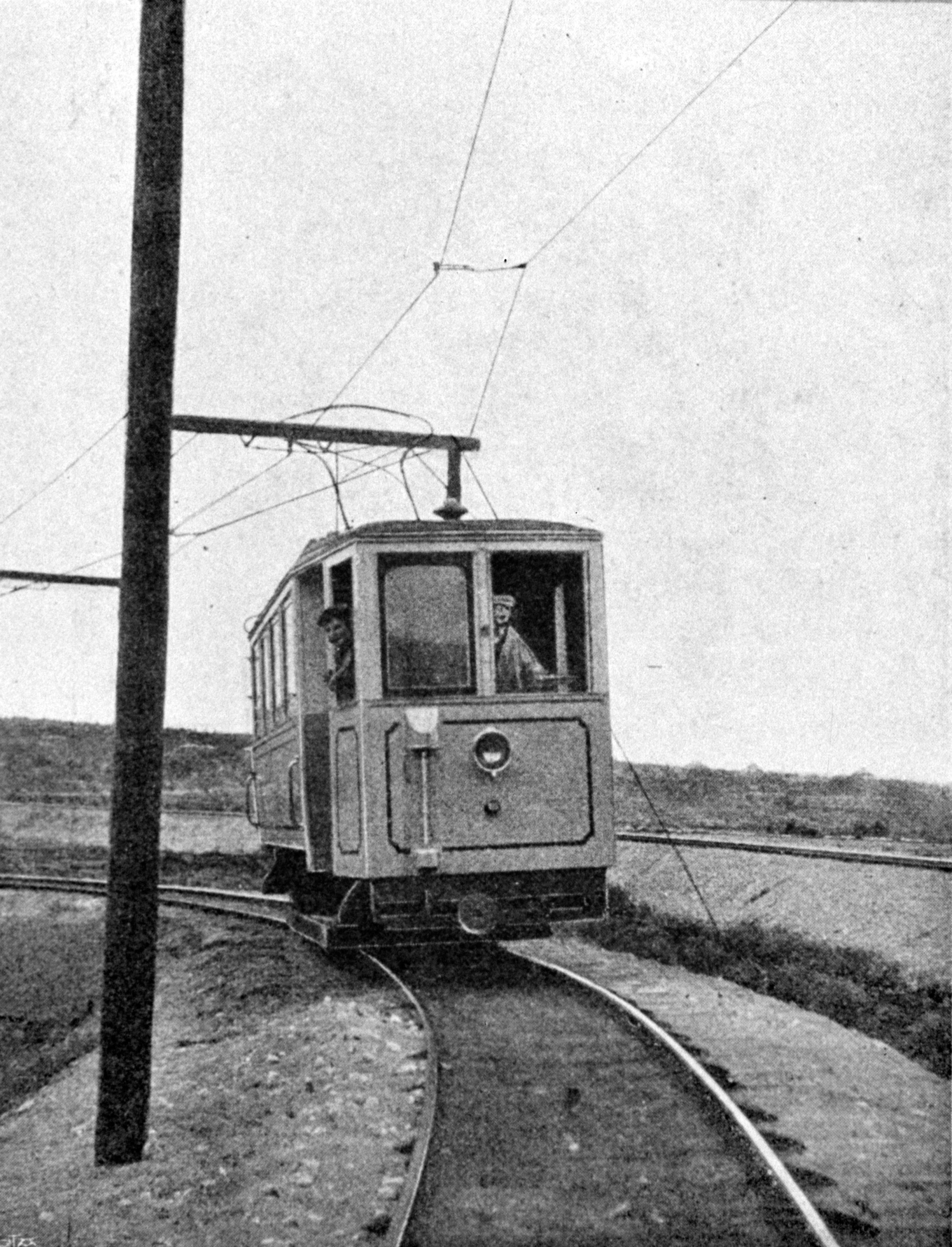
Spårvagn i Kiruna någon gång mellan 1907 och 1909.

Spårvägen i Kiruna var i trafik 1907–1958 och den underjordiska gruvspårvägen fram till 1961. Till skillnad från andra svenska spårvägar hade stadsspårvägen spårvidden 1000 mm och kontaktledningsmaster av trä. Den år 1907 införda tioörestaxan (gratis för LKAB-anställda) höjdes inte heller någon gång under spårvägens livstid. När linjenätet var som störst fanns en linje mellan Luossavaara och Kirunavaara samt en sidolinje till Thule. Stadsspårvägen las ner år 1958 och ersattes med bussar.

## Historik
På initiativ av Hjalmar Lundbohm började LKAB år 1900 utreda möjligheterna för spårvägstrafik i gruvsamhället Kiruna. Den drivande orsaken till detta var det faktum att bolagets anställda var bosatta på beaktansvärt avstånd från gruvan i det då lilla samhälle som sedermera skulle bli Kiruna. För att lösa svårigheten för personalen att ta sig från bolagets anläggningar vid foten av Kirunavaara till brytningsplatserna lät LKAB 1904-1907 anlägga en bergbana vilket medförde att personalen ej längre behövde ta sig upp för berget till fots.
Den spårväg som anlades och invigdes 1907 var 2,3 km lång och började vid bergbanans station vid bergsfoten och gick via hållplatserna Luossajokk, Stallgatan, Tuollavaaravägen, Södra skolgatan och Norra skolgatan till banans slutstation Telegrafen som låg vid korsningen Hjalmar Lundbohmsvägen-Kyrkogatan vilket också var banans högsta punkt, 503 m ö.h. Till den initiala trafiken införskaffade LKAB två motorvagnar och fyra släpvagnar. Spårvägen anlades med meterspår vilket sannolikt berodde på att övriga spåranläggningar i anslutning till gruvan med undantag av järnvägen hade denna spårvidd. 
Den 1 december 1910 togs banans första förlängning i drift. Detta var sträckan Telegrafen-Idrottsplatsen vilket gjorde att linjen nu var 3 km lång. Den nya ändhållplatsen låg vid det som i modern tid är korsningen Hjalmar Lundbohmsvägen-Adolf Hedinsvägen. År 1909 byggdes också släpvagnen nr S3 om till ambulansvagn för att kunna transportera förolyckade arbetare från gruvan och 1911 utökades den rullande materielen med ytterligare två släpvagnar.
1916 öppnades en sidolinje från Stallgatan till bostadsområdet Sibirien. Denna linje följde dåvarande bromsgatan till hållplats Lombolo och gick därefter Bergsmansgatan till korsningen med Vittangigatan där ändhållplatsen förlades. 
1921 öppnade ånyo en förlängning av huvudlinjen genom att sträckan Idrottsplatsen-Luossavaara invigdes. Allmänheten fick emellertid inte medfölja längre än till hållplatsen Parkgatan. Vid Luossavaara hade en bergbana anlagts i likhet med vid Kirunavaara och vid denna bergbanestation hade spårvägen nu sin norra ändhållplats. 1921 förlängdes också sidolinjen till Kyrkparken där ändhållplatsen gavs namnet Thule, detta föranledde också att sidolinjen kom att benämnas Thulelinjen.
1925 förlängdes spårvägen inne på gruvområdet vid Kirunavaara till hållplats Tunneln. Efter detta var huvudlinjen 4,6 km lång och Thulelinjen 1 560 m vilket gav ett totalt linjenät om 6 160 m.
Under 1950-talet började busstrafik ersätta spårvägstrafiken och från den 28 januari 1955 drogs trafiken in på Thulelinjen. 1957 överlät LKAB lokaltrafiken i Kiruna till bolaget Kiruna Trafik AB och trafiken på huvudlinjen Kirunavaara-Luosavaara drogs in från den 30 maj 1958.

## Övrig spårtrafik i Kiruna
Utöver stadsspårvägen fanns även normalspårig gruvspårvägstrafik, vilken bedrevs inom brytningsområdet vid Kirunavaara och endast var avsedd för LKAB-personal. Denna trafik inleddes 1943 och från 1953 fanns även underjordisk gruvspårväg, kallad Kiruna under jord (Kuj). Gruvspårvägen ovan jord ersattes med bussar år 1958, medan Kuj fanns kvar till 1961. Detta Kuj skall dock inte förväxlas med LKAB:s interna benämning av "gruvområdet" under jord i Kiruna som även det benämns som KUJ (Kiruna Under Jord).
Under 1960-talet satsade LKAB på byggandet av ett järnvägsspår från Svappavaara till Kiruna, godsbanan Svappavaarabanan. Detta spår används även i dagsläget.

## Museispårvägen i Kiruna
Huvuddelen av spårvägens rullande materiel skrotades efter nedläggningen 1958 och alla spår revs upp inom en kort tid därefter. Motorvagnarna M1 och M3 samt släpvagnen S3 bevarades dock för eftervärlden och kom genom föreningen Spårvägsklubbens i Kiruna försorg att trafikera en nyanlagd museispårväg som fanns i Kiruna mellan 1984 och 1993.